# 大沢村 (兵庫県)
大沢村（旧字体: 大澤村、おおぞうむら）は、兵庫県有馬郡に属していた村。現在の神戸市北区大沢町。

## 地理
神戸市の北端に位置する。
徳島県三好市の黒沢（くろぞう）と同様に沢を「ぞう」と読ます。神戸市では西区にも大沢という地名があるが、そちらは「おおさわ」である。
- 河川：大沢川、善入川

### 隣接していた自治体
- 兵庫県
  - 有馬郡 八多村、長尾村
  - 美嚢郡 奥吉川村、上淡河村

## 歴史
江戸時代には三田藩領であった。
- 1889年（明治22年）4月1日 - 町村制施行により、有馬郡神付村、上大沢村、中大沢村、日西原村、簾村、市原村の区域をもって発足。
- 1951年（昭和26年）7月1日 - 神戸市（兵庫区）に編入され消滅。
- 1973年（昭和48年）8月1日 - 兵庫区分区により、旧村域が北区の一部になる。

## 行政

### 歴代村長
- 稲生孫兵衛
- 仲津慶治郎
- 坂口彪
- 淵上作蔵
- 辻井栄太郎
- 高山寿太郎
- 榎本百太郎
- 池鍋栄太郎

## 地域

### 教育
- 大沢村立大沢中学校
- 大沢村立大沢小学校

## 交通

### 道路
- 主要地方道
  - 兵庫県道17号西脇三田線
  - 兵庫県道73号山田三田線
  - 兵庫県道82号大沢西宮線

## 名所・旧跡
- 市原豊歳神社
- 大沢温泉